# Acropora wallaceae
Acropora wallaceae là một loài san hô trong họ Acroporidae. Loài này được Veron mô tả khoa học năm 1990.